# Petalostegus bicornis
Petalostegus bicornis är en mossdjursart som först beskrevs av Busk 1884.  Petalostegus bicornis ingår i släktet Petalostegus och familjen Petalostegidae. Inga underarter finns listade i Catalogue of Life.